# Strove
Strove è una frazione del comune italiano di Monteriggioni, nella provincia di Siena, in Toscana.

## Storia
Il borgo, di poco posteriore al VI secolo e di origine longobarda, fu castello del Comune di Siena (con un plebiscito del 1115) ed in seguito, fin dalla sua nascita, della Repubblica di Siena. È originaria di Strove la prestigiosa famiglia senese dei Tolomei.

## Monumenti e luoghi d'interesse
La chiesa del paese è dedicata a San Martino vescovo di Tours e risale al X secolo.
Nella forma del borgo si possono ancora leggere le vecchie mura medioevali.